# Masaki Yokotani
Masaki Yokotani (n. 10 mai 1952) este un fost fotbalist japonez.

## Statistici
| Japonia | Japonia | Japonia |
| An      | Meciuri | Goluri  |
| ------- | ------- | ------- |
| 1974    | 1       | 0       |
| 1975    | 10      | 0       |
| 1976    | 6       | 0       |
| 1977    | 3       | 0       |
| Total   | 20      | 0       |